# 鮑德溫維爾 (喬治亞州)
鮑德溫維爾（英語：Baldwinville）是位於美國喬治亞州塔爾博特縣的一個非建制地區。該地的面積和人口皆未知。

## 地理
鮑德溫維爾的座標為32°39′03″N 84°26′59″W / 32.65083°N 84.44972°W，而該地的平均海拔高度為220米（即722英尺）。